# Esfirra

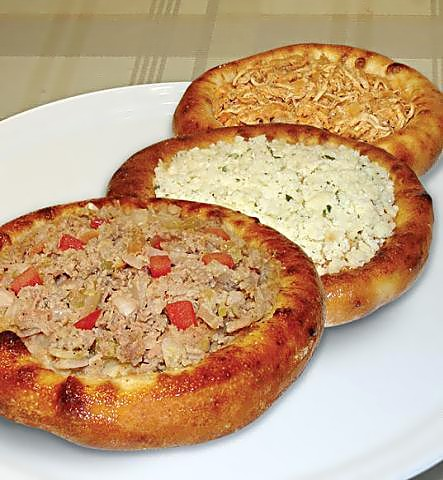
Esfirra aberta, com diferentes tipos de recheio. É conhecida como bib'sfiha, feita no Habib's.

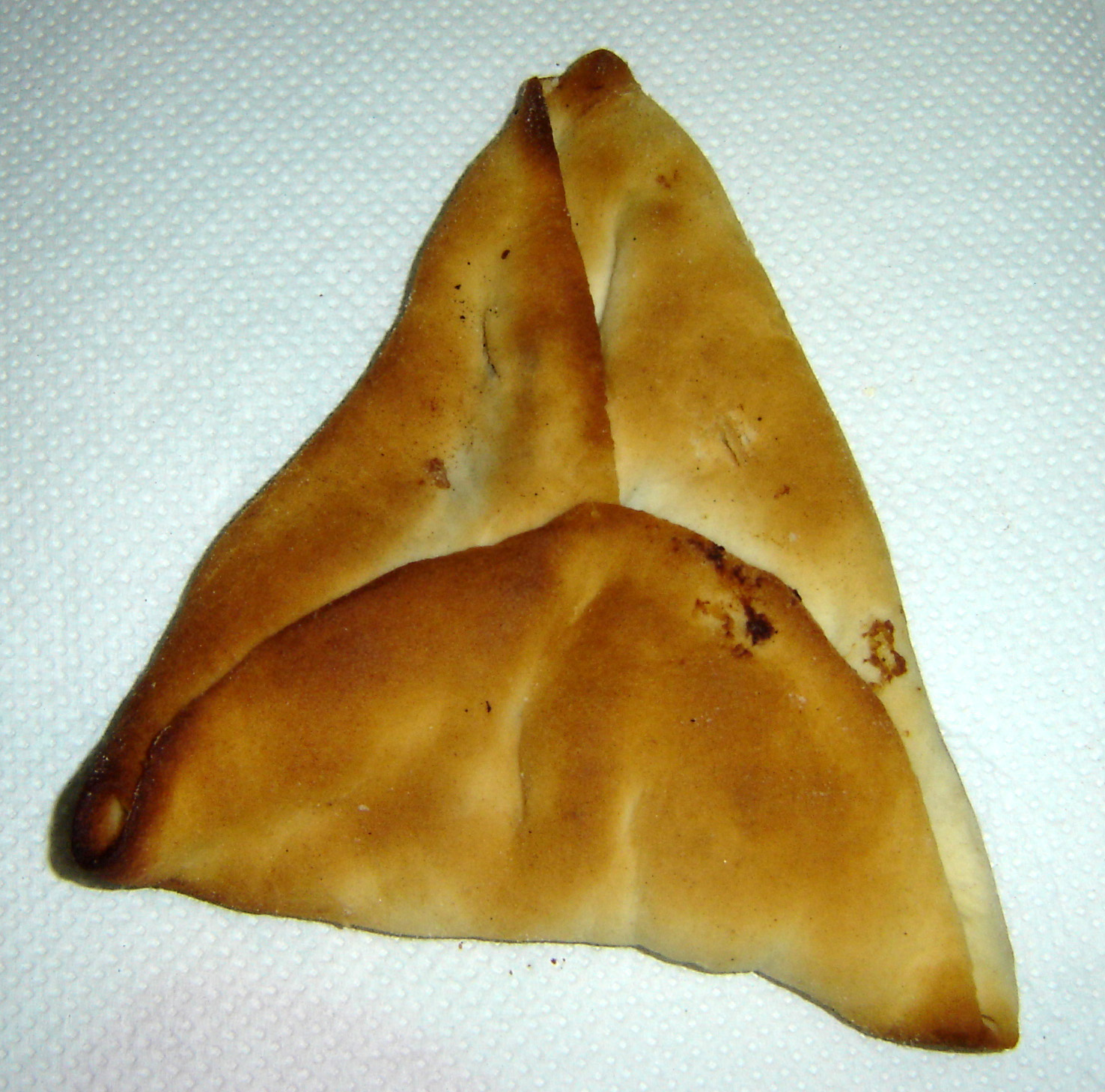
Esfirra fechada.

Esfirra ou esfiha (em árabe: صفيحة sfīḥah) é uma pequena torta assada originária da Síria e do Líbano, e encontrada em outros países do Oriente Médio, como a Jordânia, Palestina e Iraque, além do Brasil e Argentina, para onde foi levada por imigrantes sírios e libaneses e se tornou extremamente popular.
Existem diversas receitas de esfirra. A forma tradicional sempre é feita com massa de pão, assada no forno, com recheios que podem ser de carne bovina, carne de carneiro, queijo, coalhada ou verduras temperadas.